# 9565 Tikhonov
9565 Tikhonov eller 1987 SU17 är en asteroid i huvudbältet som upptäcktes den 18 september 1987 av den ryska astronomen Ljudmila Tjernych vid Krims astrofysiska observatorium på Krim. Den är uppkallad efter den ryske matematikern Andrej N. Tikhonov.
Asteroiden har en diameter på ungefär 5 kilometer och den tillhör asteroidgruppen Vesta.